# Império do Divino Espírito Santo da Criação Velha
O Império do Divino Espírito Santo da Criação Velha é um Império do Espírito Santo português que se localiza na freguesia da Criação Velha, concelho da Madalena do Pico, ilha do Pico, arquipélago dos Açores. Este Império do Espírito Santo tem a sua fundação no século XX mais precisamente no ano de 1902.

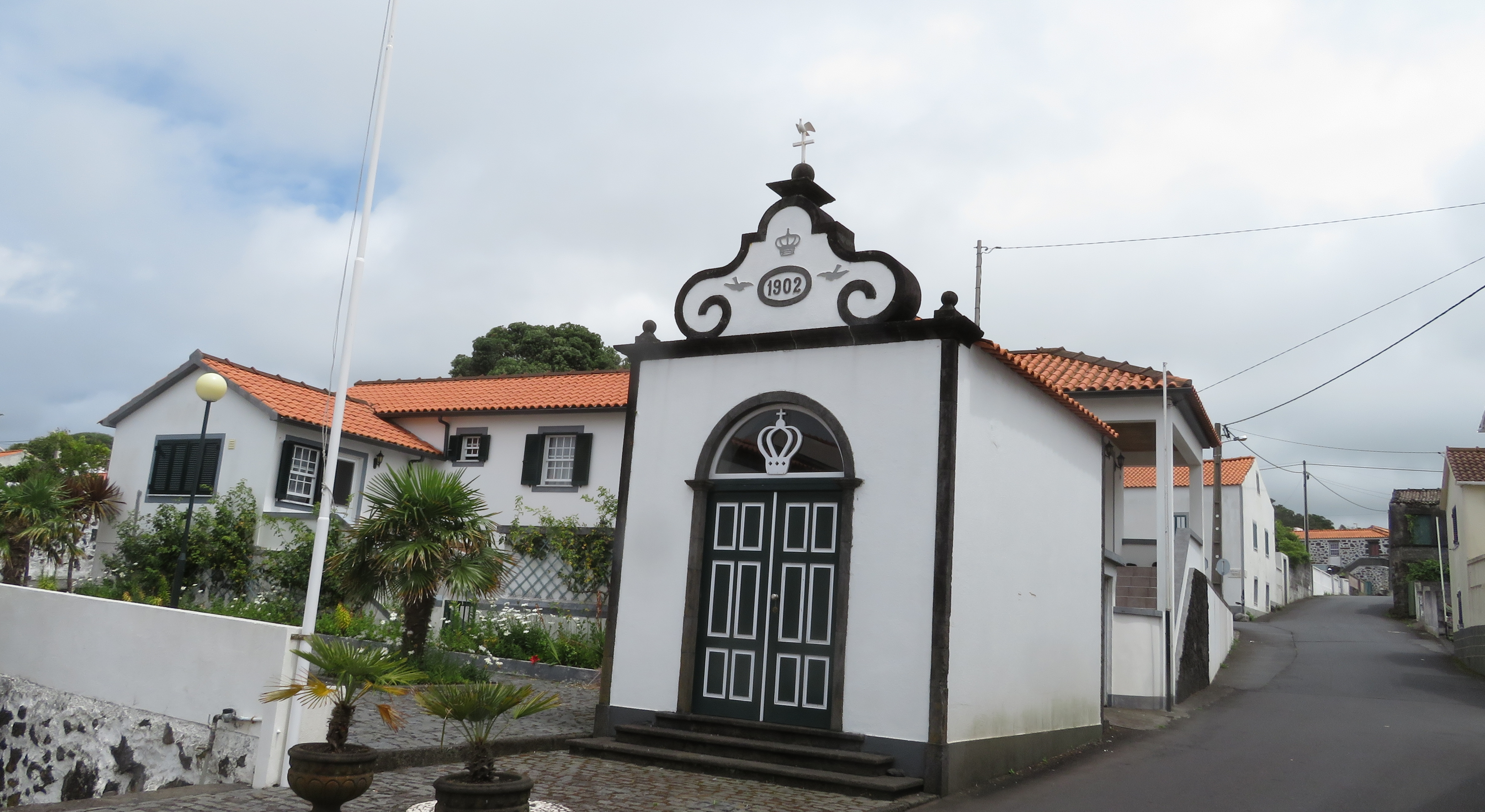
Império do Divino Espírito Santo da Criação Velha